# NGC 9

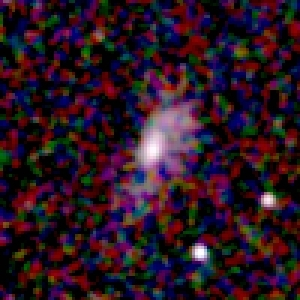
NGC 9 în infraroşu.

NGC 9 este o galaxie spirală situată la 140.000.000 de ani-lumină de Pământ, în constelația Pegas. 
A fost descoperită la 27 septembrie 1865 de către astronomul Otto Wilhelm von Struve.  Ea este îngemănată cu NGC 8 la 2,7 minute de arc. Are particularitatea de a avea un nod albastru intens pe brațele sale de sud.